# Австралийские аборигены

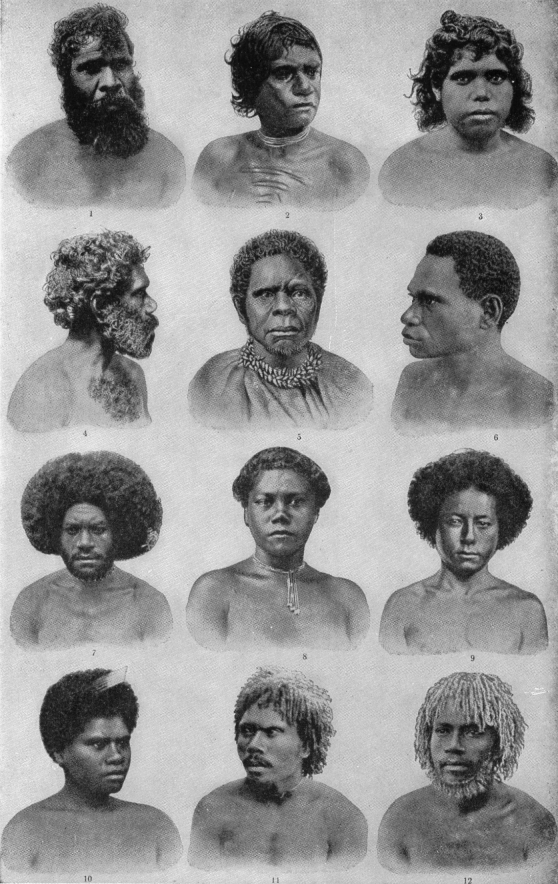
Типы австралийских аборигенов из американского справочника для учащихся 1914 года. The New Student’s Reference Work

Австралийские аборигены (коренные австралийцы) — коренное население Австралии, иногда также называемые «австралийскими бушменами», в языковом и расовом отношениях обособленное от других народов мира. Живут в основном в удалённых от городов районах Северной, Северо-Западной, Северо-Восточной и Центральной Австралии, часть — в городах. Австралийские аборигены создали одну из старейших непрерывных культур в мире.
В расовом отношении аборигены Австралии образуют отдельную — собственно австралийскую ветвь австралоидной расы.
Исторически говорили на австралийских языках, однако в настоящее время значительная часть из них разговаривает только по-английски и/или на различных пиджинах.
Рождаемость аборигенов штата Виктория в 1970 году составляла 6,5 детей на одну женщину; аборигены Тиви в северной Австралии имели рождаемость по 5,0 детей на одну женщину в 1960 году. До появления европейцев численность австралийских аборигенов составляла от 300 до 700 тысяч человек в составе более чем 500 племён и более чем 200 языковых групп, а к 1921 году сократилась до 60 тысяч. По другим данным, в 1788 году численность австралийских аборигенов составляла около 750 тысяч человек, в 1911 году — всего 31 тысячу человек. Их численность составляет 437 тыс. (2001, перепись), в том числе 26,9 тыс. чел. на островах Торресова пролива. Аборигены островов Торресова пролива культурно отличаются от прочих аборигенов Австралии, имея много общего с меланезийцами и папуасами.
Ныне большинство аборигенов опираются на государственную и иную благотворительность. Их традиционные способы жизнеобеспечения (охота, рыболовство и собирательство, у части островитян Торресова пролива — ручное земледелие) почти полностью утрачены. Среди аборигенов и поныне сохраняются традиционные религии.

## Генетика
Возраст специфичных для Австралии Y-хромосомных гаплогрупп (C-M347, K-M526*, S-P308) предполагает, что жители Новой Гвинеи и австралийские аборигены были изолированы более 30 000 лет, что подтверждает выводы, основанные на данных митохондриальной ДНК.
Доля чужеродных Y-хромосом предполагаемого евразийского происхождения оказалась у австралийских аборигенов высокой — больше половины (56 %). Наибольшая доля из евразийских Y-хромосомных гаплогрупп приходится на R-M207 (32,4 %), на втором месте — I-M170 (8,2 %).

## До появления европейцев
Заселение Австралии происходило 50—40 тысяч лет назад. Предки австралийцев пришли из Юго-Восточной Азии (в основном, по плейстоценовому континентальному шельфу, но и преодолев не менее 90 км водных преград). Первые обитатели Австралии были людьми чрезвычайно массивными и очень крупными.
Современный антропологический облик австралийские аборигены приобрели ок. 4 тыс. лет назад.
С дополнительным притоком переселенцев, прибывших морем около 5 тыс. лет назад, вероятно, связано появление на континенте собаки динго и новых техник обработки камня. До начала европейской колонизации культура и расовый тип австралийцев претерпели существенные изменения.
По новейшим данным, считается, что коренные австралийцы являются потомками первых людей современного типа, которые мигрировали из Африки почти 75 000 лет назад, и попали на материк около 65 тыс. лет назад.

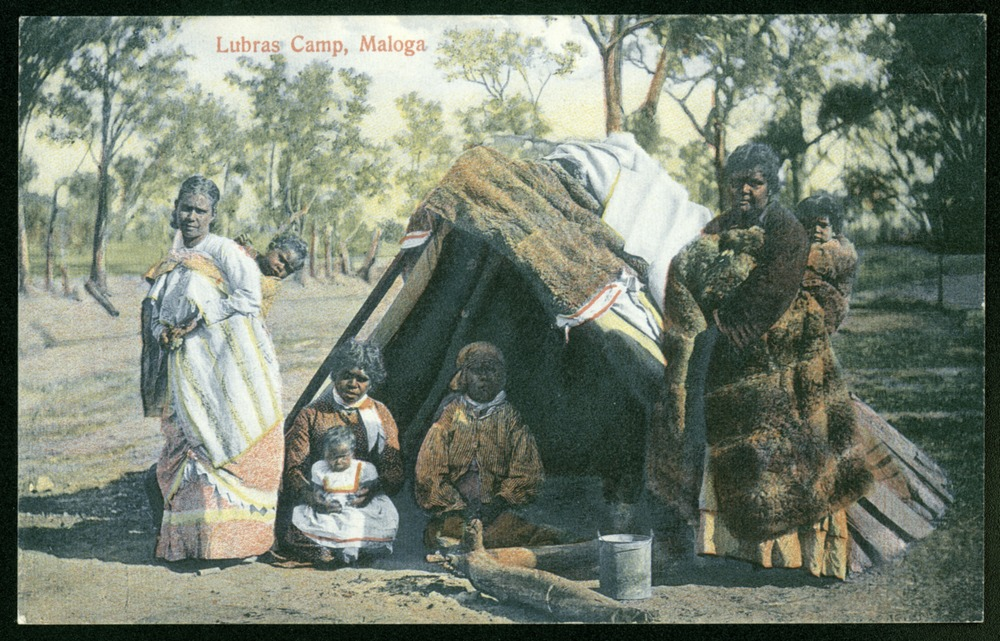
Открытка с изображением группы женщин в буше. Изображение подписано «Лагерь Любрас, Малога» (штат Новый Южный Уэльс). «Любра» — оскорбительный термин XIX века, используемый в Австралии для обозначения женщин-аборигенов

### Культура

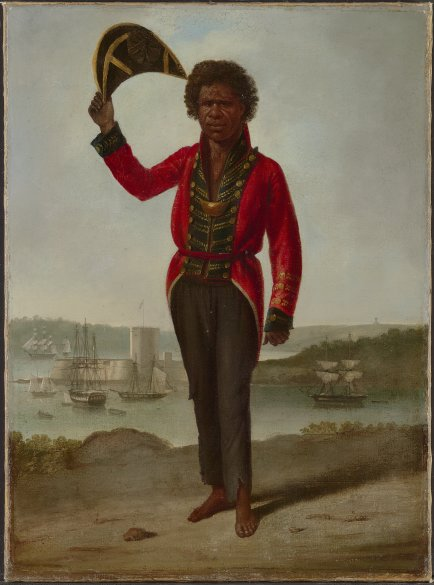
Портрет Бунгари, аборигена из Нового Южного Уэльса. Худ. Огастус Эрл, 1826 г.

Ко времени появления людей европейского типа (XVIII век) численность австралийских аборигенов составляла, по разным оценкам, от 750 тысяч до 3 миллионов человек, объединённых в более чем 500 племён, имевших сложную социальную организацию, различные мифы и ритуалы и говоривших более чем на 250 языках. Хотя австралийские аборигены не имели письменности, они использовали символические рисунки для передачи информации о древних легендах, а также счётные знаки в виде насечек на палочках.
Их традиционный рацион составляли дикие животные, в том числе насекомые, рыба и моллюски, а также фрукты и коренья. Из дикорастущих злаков ими изготавливались лепёшки, запечённые на углях.
Согласно воспоминаниям ссыльного англичанина Уильяма Бакли, свыше 30 лет прожившего среди аборигенов на территории современного штата Виктория в первой трети XIX века, каннибализм не был для них характерен. Тем не менее, по утверждениям Сида Кайл-Литтла, жившего среди аборигенов Ливерпул Ривер (Северная территория) в первой пол. XX в., некоторые из них время от времени практиковали ритуальный каннибализм, либо прибегали к нему в случае крайней необходимости.

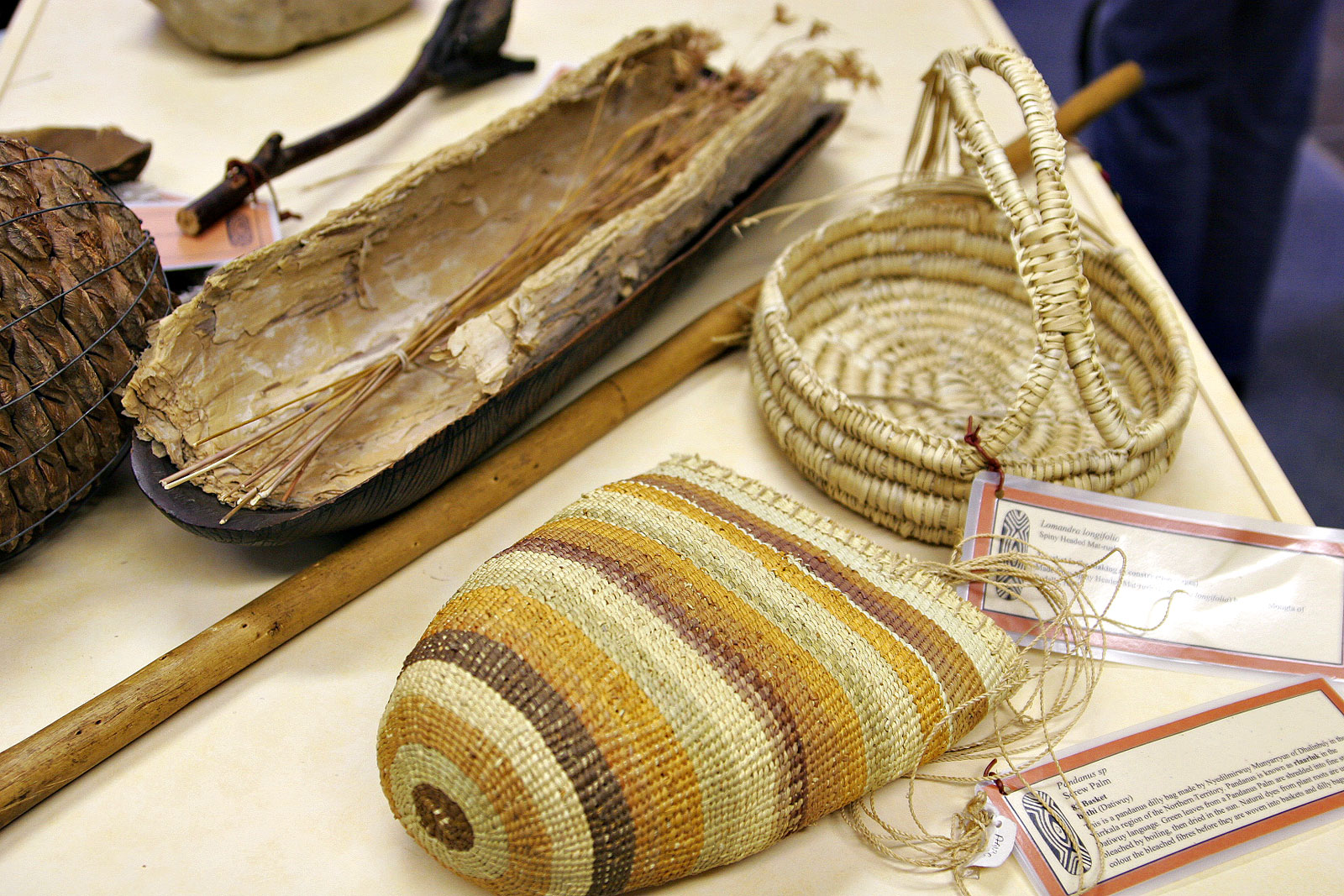
Образцы рукоделия аборигенов
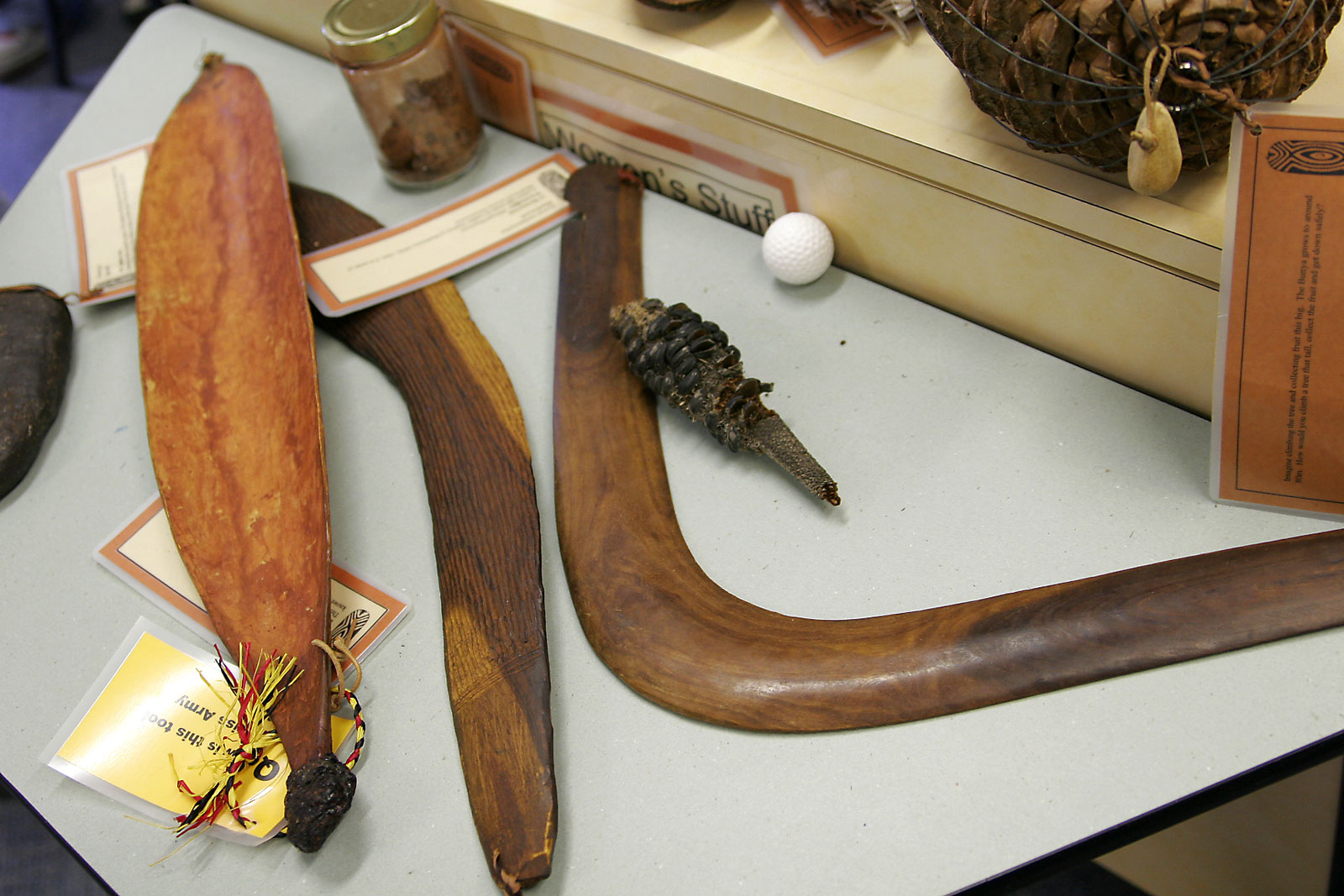
Бумеранг и другое оружие аборигенов
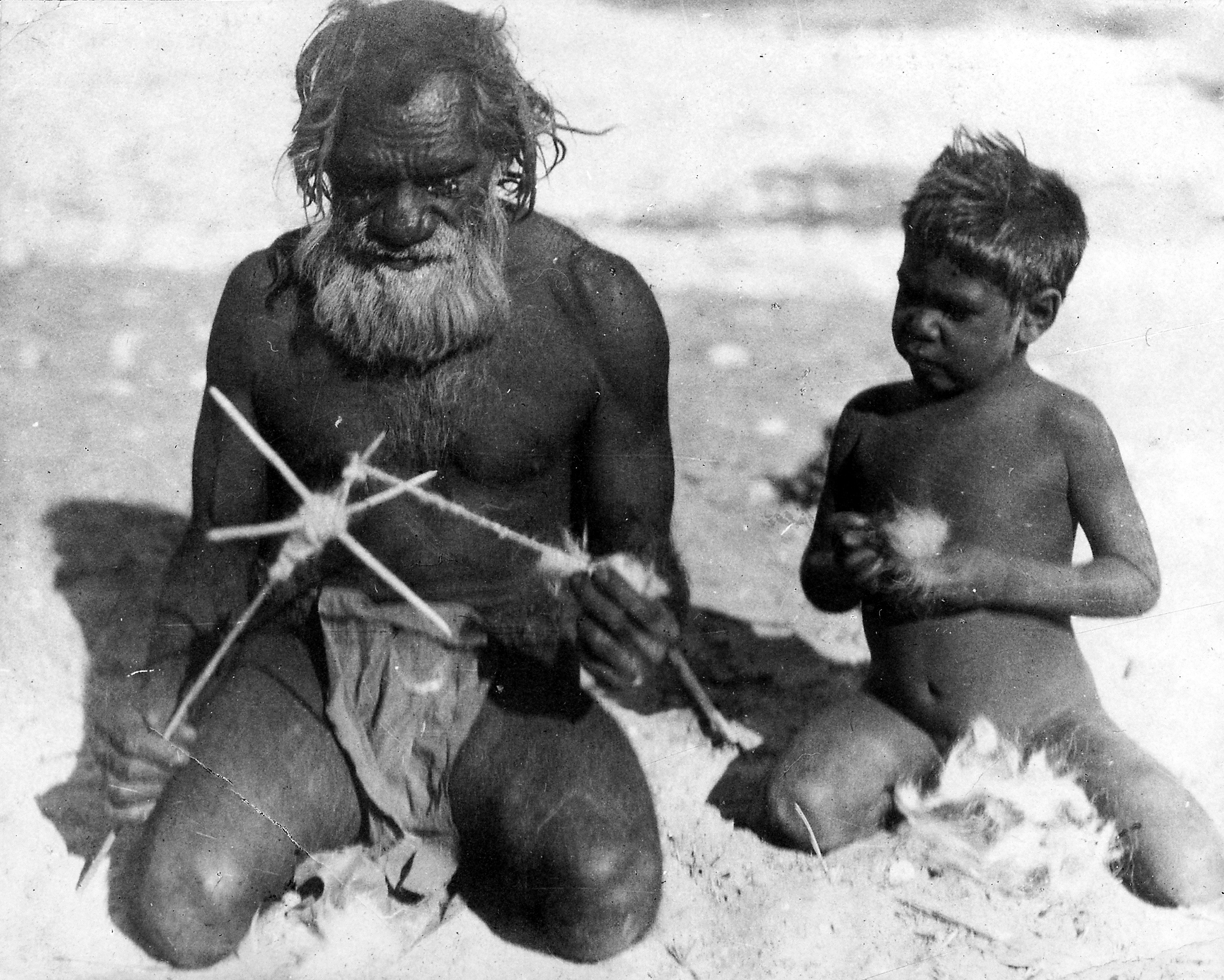
Обучение прядению верёвок в центральной Австралии
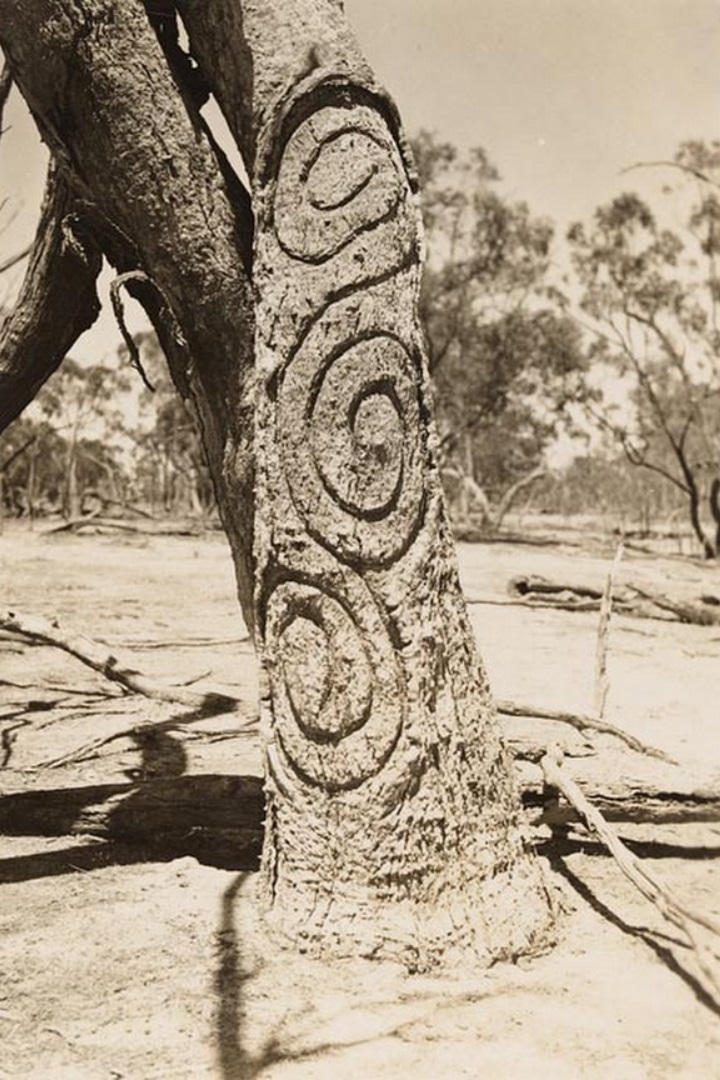
Резьба по дереву
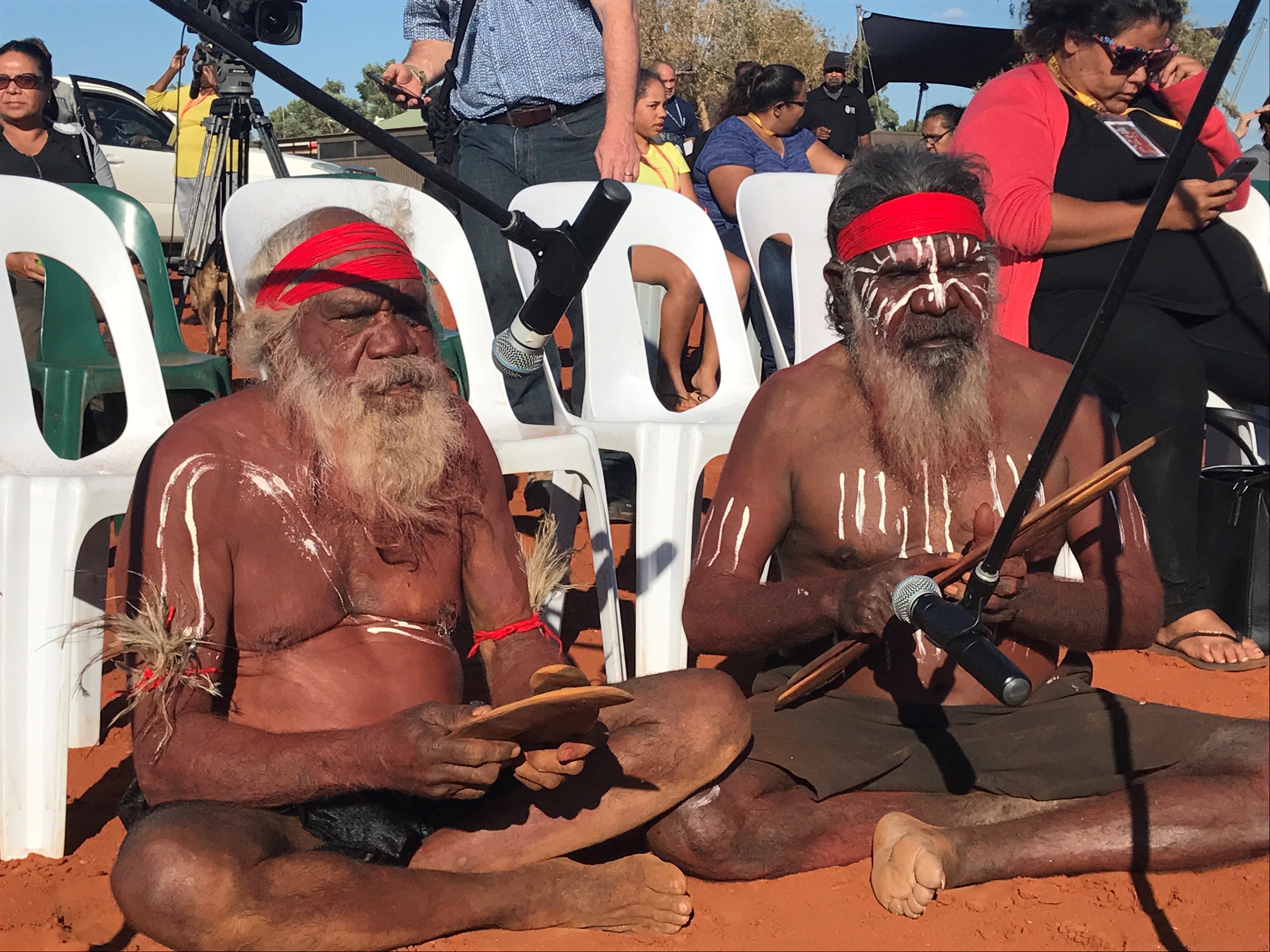
Выступление старейшин анангу на церемонии закрытия съезда Улуру в 2017 г.
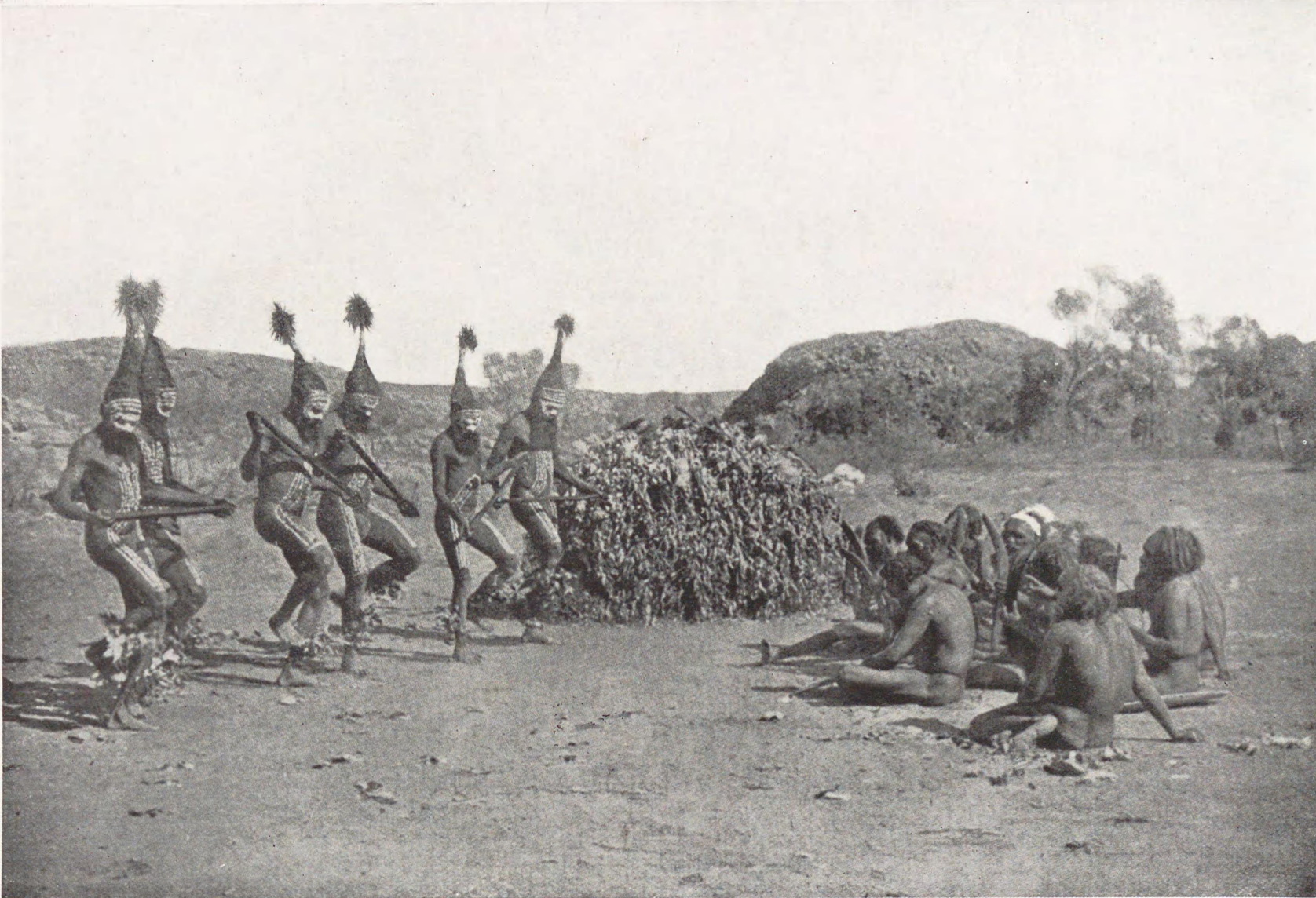
Танцы аборигенов

### Астрономические и космологические представления
Австралийские аборигены считали, что существует не только наша физическая реальность, но и другая, населённая духами предков. Наш мир и эта реальность пересекаются и взаимно влияют друг на друга.
Одним из мест, где встречаются мир «снов» и реальный мир, является небо: действия предков проявляются в появлении и движении Солнца, Луны, планет и звёзд, однако и действия людей могут повлиять на происходящее на небе.
В мифологии аборигенов большое внимание уделяется объектам звёздного неба. При этом остаётся неясным, изображались ли небесные объекты в наскальных росписях аборигенов. Предполагается, что некоторые стилизованные изображения эму относятся к известному по всей Австралии небесному объекту, образованному тёмными пылевыми облаками Млечного Пути. Тёмным облакам Млечного Пути придавалось определяющее значение также и в астрономии инков.
Несмотря на наличие у аборигенов определённых сведений о небе и объектах на нём, а также на отдельные попытки использовать небесные объекты в календарных целях, нет сведений о том, что какое-либо из племён аборигенов использовало календарь, связанный с фазами Луны; не использовались небесные объекты и для навигации.

## Колониальный период

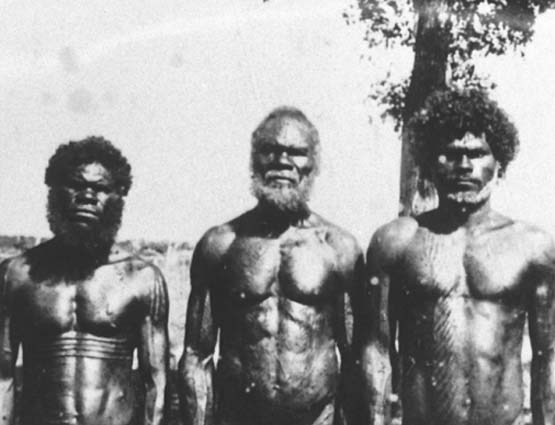
Люди с острова Батерст, 1939

Колонизация Австралии, начавшаяся в XVIII веке, сопровождалась целенаправленным истреблением австралийцев, обезземеливанием и вытеснением в экологически неблагоприятные районы, эпидемиями, и привела к резкому снижению их численности — до 60 тыс. в 1921 году. Тем не менее государственная политика протекционизма (с конца XIX века), в том числе создание охраняемых властями резерваций, а также материальная и медицинская помощь (особенно после Второй мировой войны) способствовали росту численности австралийцев.
Фактически колониальным правительством проводилась политика «отбеливания» коренного населения, насильственного уничтожения их языков, традиций, обычаев и культуры. С 1886 года коренные австралийцы, имевшие белых предков, принуждались к ассимиляции. Примерно с 1909 по 1969 годы, в некоторых регионах — и в 1970-е годы, дети австралийских аборигенов и полукровок изымались из своих семей. Детям запрещалось использовать для общения родной язык, давалось начальное образование, достаточное для работы по хозяйству и на фермах. Родителям запрещалось общение с отобранными детьми, в том числе даже переписка.
До 1949 года понятия «австралийское гражданство» не существовало: большая часть жителей Австралии (в том числе австралийских аборигенов) считались британскими подданными. В 1949 году, в День Австралии, в силу вступил закон «О национальности и гражданстве», по которому все подданные Британии в Австралии становились австралийскими гражданами. При этом, вплоть до общенационального референдума 1967 г., в большинстве штатов действовали различные ограничения прав аборигенов, в том числе в Квинсленде, Западной Австралии и Северных Территориях у аборигенов было частично или полностью ограничено право на участие в голосовании.
К середине 1990-х годов численность аборигенов достигла примерно 257 тыс. человек, что составило 1,5 % всего населения Австралии.

## Современное положение

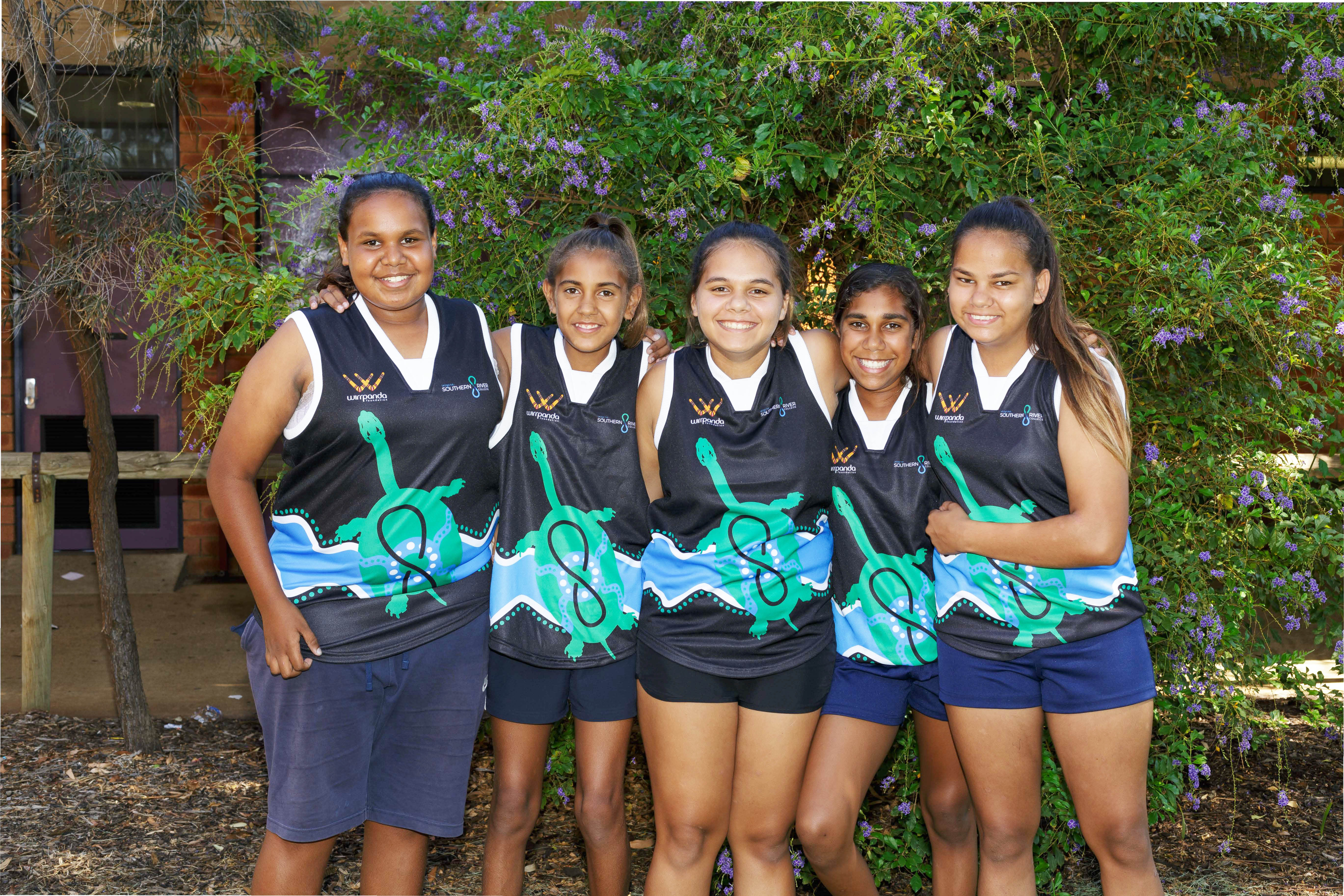
Девичья команда из средней школы South River College (англ.) в городе Перт

В настоящее время темпы роста численности аборигенов (в силу высокой рождаемости) значительно превышают среднеавстралийские, хотя их уровень жизни существенно ниже среднеавстралийского. В 1967 году ранее предоставленные аборигенам гражданские права были закреплены юридически. С конца 1960-х годов развивается движение за возрождение культурной самобытности, за обретение юридических прав на традиционные земли. Во многих штатах изданы законы, предоставляющие земли резерваций в коллективное владение австралийцев на условиях самоуправления, а также охраняющие их культурное наследие.
Известными представителями австралийских аборигенов являются: политический деятель Уджеру Нунуккал, художник Альберт Наматжира, писатель Дэвид Юнайпон, футболист Дэвид Виррпанда, телеведущий Эрнест Динго, актёр и рассказчик Дэвид Галпилил (Гулпилил), певица Джессика Маубой (смешанного австралийско-тиморского происхождения), певец Джеффри Гуррумул Юнупингу, австралийская легкоатлетка, олимпийская чемпионка 2000 года в беге на 400 метров Кэти Фримен.
С 2007 года в Австралии существует Национальное аборигенное телевидение Австралии, работающее наряду с другим вещанием для национальных общин страны SBS (вещает на 68 языках, включая русский). Эти программы, начатые как внутреннее вещание, с развитием сети Интернет теперь доступны по всему миру. Хотя Национальное аборигенное телевидение Австралии работает на английском языке из-за малоупотребительности аборигенных языков, оно предоставляет возможность внутренней и международной аудитории изучать аборигенные языки с помощью телеуроков, запущенных с 2010 года.

## Культура аборигенов в кино
- 1971 — «Обход» — фильм британского режиссёра Николаса Роуга по роману Джеймса Маршалла (1959), посвящённый неудачной попытке белых детей подружиться с подростком-аборигеном, проходящим обряд инициации.
- 1976 — «Бешеный пёс Морган» — вестерн режиссёра Филлиппа Мора, напарником главного героя которого, бушрейнджера Дэна Моргана, является абориген Билли (актёр Дэвид Галпилил).
- 1977 — «Последняя волна», фильм известного австралийского режиссёра Питера Уира.
- 1984 — «Там, где мечтают зелёные муравьи» — экологическая притча Вернера Херцога о безуспешных попытках аборигенов отстоять дикую природу и вековую культуру своих предков от неуклонно надвигающейся западной цивилизации.
- 1986 — «Данди по прозвищу «Крокодил»» — приключенческая комедия.
- 1988 — «Крокодил Данди 2».
- 1990 — «Куигли в Австралии» — фильм режиссёра Саймона Уислера об американском стрелке с Дикого Запада, нанятом белыми поселенцами для истребления аборигенов, но вставшим вместо этого на их сторону.
- 2001 — «Крокодил Данди в Лос-Анджелесе».
- 2002 — «Преследователь», посвящён геноциду коренных австралийцев в начале 1920-х годов, одну из главных ролей исполняет вышеназванный Дэвид Галпилил.
- 2002 — «Клетка для кроликов», рассказывает о попытках «перевоспитания» детей австралийских аборигенов.
- 2005 — «Предложение». На фоне борьбы колониальных властей с бандой ирландских мигрантов разворачиваются эпизоды геноцида аборигенов и насилия над ними.
- 2005 — «Джиндабайн», фильм режиссёра Рэя Лоуренса, сюжет которого построен на «заговоре молчания» вокруг убийства девушки-аборигена.
- 2006 — «Десять лодок», драма из жизни австралийских аборигенов в далёком прошлом, пользовавшаяся успехом в мировом кинопрокате и отмеченная специальной премией Каннского фестиваля. Всё актёры фильма были аборигенами и говорили на своём родном языке йолнгу-матха.
- 2009 — «Самсон и Далила», художественный фильм австралийского режиссёра Уорвика Торнтона, рассказывающий о нелёгкой жизни современных австралийских аборигенов в изолированных сообществах.
- 2012 — «Дорога звёзд» — австралийский художественный фильм-драма о путешествии мальчика-аборигена в город с целью предотвратить снос его жилья добывающей компанией.
- 2013 — «Тропы» — фильм режиссёра Джон Кёррана по одноимённой книге австралийской писательницы Робин Дэвидсон, основанной на её девятимесячном путешествии через австралийские пустыни.
- 2013 — «Страна Чарли» — драма австралийского режиссёра нидерландского происхождения Рольфа де Хира[англ.], посвященная судьбе пожилого аборигена Чарли (Дэвид Галпилил), отвергающего цивилизацию и безуспешно пытающегося жить по заветам предков.
- 2015 — «Тайная река» — телесериал австралийского режиссёра Даины Рейд по мотивам одноимённого романа[англ.] Кейт Гренвилль, в основе сюжета которого — столкновения ссыльных поселенцев-англичан с аборигенами в начале XIX века.
- 2017 — «Сладостный край» — детективная драма австралийского режиссёра Уорвика Торнтона, в основе сюжета которой — преследование фермеров-аборигенов в 1920-е годы.